# Toccoa
Toccoa ist eine City im Bundesstaat Georgia in den Vereinigten Staaten. Sie ist der Verwaltungssitz des Stephens County und liegt etwa 140 Kilometer nordöstlich von Atlanta.
Beim United States Census (2020) hatte Toccoa 9.133 Einwohner.

## Geografie

### Geografische Lage
Toccoa liegt am Übergang des Piedmonts in die Blue Ridge Mountains, nordöstlich des Currahee Mountains. Im Nordosten von Georgia gelegen, ist die Grenze zu South Carolina nur elf Kilometer (etwa sieben Meilen) und der Lake Hartwell (ein 230 km² großer Stausee in Georgia und South Carolina) sieben Kilometer entfernt.
Das Stadtgebiet erstreckt sich über ca. 24,8 km² und liegt auf einer Höhe von 313 m (1,027 ft).

### Klima
Wie in weiten Teilen der südöstlichen Bundesstaaten, herrscht auch Toccoa das Ostseitenklima (Cfa in der Klimaklassifikation nach Köppen und Geiger) vor.
|                       | Jan   | Feb   | Mär    | Apr   | Mai   | Jun    | Jul    | Aug    | Sep    | Okt   | Nov   | Dez    |   |         |
| Mittl. Tagesmax. (°C) | 13,0  | 14,1  | 19,4   | 24,1  | 27,1  | 31,2   | 32,3   | 32,1   | 28,7   | 23,3  | 18,7  | 13,9   | ⌀ | 23,2    |
| Mittl. Tagesmin. (°C) | 1,8   | 2,6   | 7,0    | 10,9  | 15,5  | 20,0   | 21,7   | 21,5   | 18,2   | 11,9  | 6,4   | 2,8    | ⌀ | 11,7    |
|                       |       |       |        |       |       |        |        |        |        |       |       |        |   |         |
| Niederschlag (mm)     | 96,10 | 90,40 | 114,70 | 81,00 | 80,60 | 114,00 | 120,90 | 130,20 | 102,00 | 68,20 | 84,00 | 127,10 | Σ | 1.209,2 |

| 1,8 |

| 2,6 |

| 7,0 |

| 10,9 |

| 15,5 |

| 20,0 |

| 21,7 |

| 21,5 |

| 18,2 |

| 11,9 |

| 6,4 |

| 2,8 |

| 1,8 |

| 2,6 |

| 7,0 |

| 10,9 |

| 15,5 |

| 20,0 |

| 21,7 |

| 21,5 |

| 18,2 |

| 11,9 |

| 6,4 |

| 2,8 |

| N i e d e r s c h l a g | 96,10 | 90,40 | 114,70 | 81,00 | 80,60 | 114,00 | 120,90 | 130,20 | 102,00 | 68,20 | 84,00 | 127,10 |
|                         | Jan   | Feb   | Mär    | Apr   | Mai   | Jun    | Jul    | Aug    | Sep    | Okt   | Nov   | Dez    |

## Geschichte
Ursprünglich war die Gegend um Toccoa von Indianern der Mississippi-Kultur besiedelt. Nach deren Niedergang im 15. und 16. Jahrhundert folgten ihnen die Cherokee in der Region nach. Der Name der Stadt stammt vom Begriff tagwahi („Wo die Catawba lebten“ oder auch einfach „schön“) der Cherokee.
Nach dem Amerikanischen Unabhängigkeitskrieg (1775–1783) siedelten sich die ersten Europäer in der Gegend an. Seit dem Ende des Sezessionskrieges (1861–1865) befand sich am sogenannten Dry Pond (trockener Weiher) bereits eine Kohlestation der Georgia Air Line Railroad. Drei Investoren (O. M. Doyle, B. Y. Sage und Thomas Alexander), die auf eine neue Bahnlinie spekulierten, kauften 1873 um den Dry Pond 1.765 Acres Land, teilten es in Parzellen auf und verkauften es anschließend wieder. Die Stadt Toccoa wurde 1874 offiziell gegründet und erinnert mit drei Straßen (Doyle Street, Sage Street und Alexander Street) in der Innenstadt an ihre drei Gründungsväter. Toccoa gehörte in den Anfangsjahren zum Habersham County und wurde 1905 nach der Gründung des Stephens County dessen Verwaltungssitz.
Im Zuge der industriellen Entwicklung der Region in den 1930er Jahren, baute der Industrielle Robert Gilmour LeTourneau, neben einer Fabrik für Baumaschinen, Ende 1938 auch den Flughafen Toccoa Airport nur vier Kilometer vom Stadtzentrum entfernt. Vom im Zweiten Weltkrieg gegründeten Camp Toccoa wurde die Flugbahn, bis zu einem Unfall, zum Sprungtraining der Fallschirmjäger genutzt. Das acht Kilometer westlich von Toccoa gelegenen Camp diente dem 506. US-Fallschirmjägerregiment der 101. US-Luftlandedivision der US-Streitkräfte als erstes Trainingsgelände. Die Geschichte der Easy Company des Regiments ist die Basis des Buches und der Miniserie Band of Brothers – Wir waren wie Brüder. Durch die Serie wurde der Currahee Mountain, der von den Soldaten im Training immer wieder erlaufen wurde, international bekannt. Die Soldaten des Regiments nennen sich selbst „Currahees“, nach dem Namen des Bergs der sich vom Begriff gurahiyi („wo Bachkresse wächst“ oder auch „alleinstehend“) der Cherokee ableitet.
Zum Ende des Krieges wurde das Camp Toccoa geschlossen. Die Stadt entwickelte sich jedoch weiterhin gut und nach einem erfolgreichen Wählervotum vom 1. März 1951, begann sie eine eigene Firma für Erdgas zu entwickeln, deren Netz auf über 90 Meilen anwuchs und die Erdgas in sieben Counties in Georgia und North Carolina vertreibt.
Beim Bruch des Kelly-Barnes-Dammes kamen am 6. November 1977 mindestens 39 Menschen auf dem Campus des Toccoa Falls Colleges um. Der Staudamm wurde 1937 zur Stromversorgung des Vorgängerinstituts „Toccoa Falls Bible Institute“ errichtet und diente diesem Zweck 20 Jahre lang, bevor der See nur noch zur Freizeitgestaltung und als Erholungsressource genutzt wurde.

### Einwohnerentwicklung
Beim United States Census 2020 gab es in Toccoa 9133 Einwohner, in 4182 Haushalte, wovon 2306 mit Kindern waren. 1088 dieser Haushalte waren mit Kindern unter 18 Jahren. Fast die Hälfte davon (427 Haushalte) waren alleinerziehende Frauen. Über 54 Prozent der Bevölkerung waren weiblich. Bei der Einteilung nach „Rasse“ und Ethnie beim United States Census waren mehr als 73 Prozent der Bevölkerung Weiße und mehr als 21 Prozent waren Afroamerikaner.

## Politik

### Bürgermeister
Seit 2017 ist Jeanette Jamieson Bürgermeisterin von Toccoa. Ihr Stellvertreter ist David Austin. Der Bürgermeister wird jährlich von der City Commission (Stadtausschuss) gewählt, die sich aus fünf gewählten Mitgliedern (deren Amtszeit sich überlappt) zusammensetzt.

## Kultur und Sehenswürdigkeiten

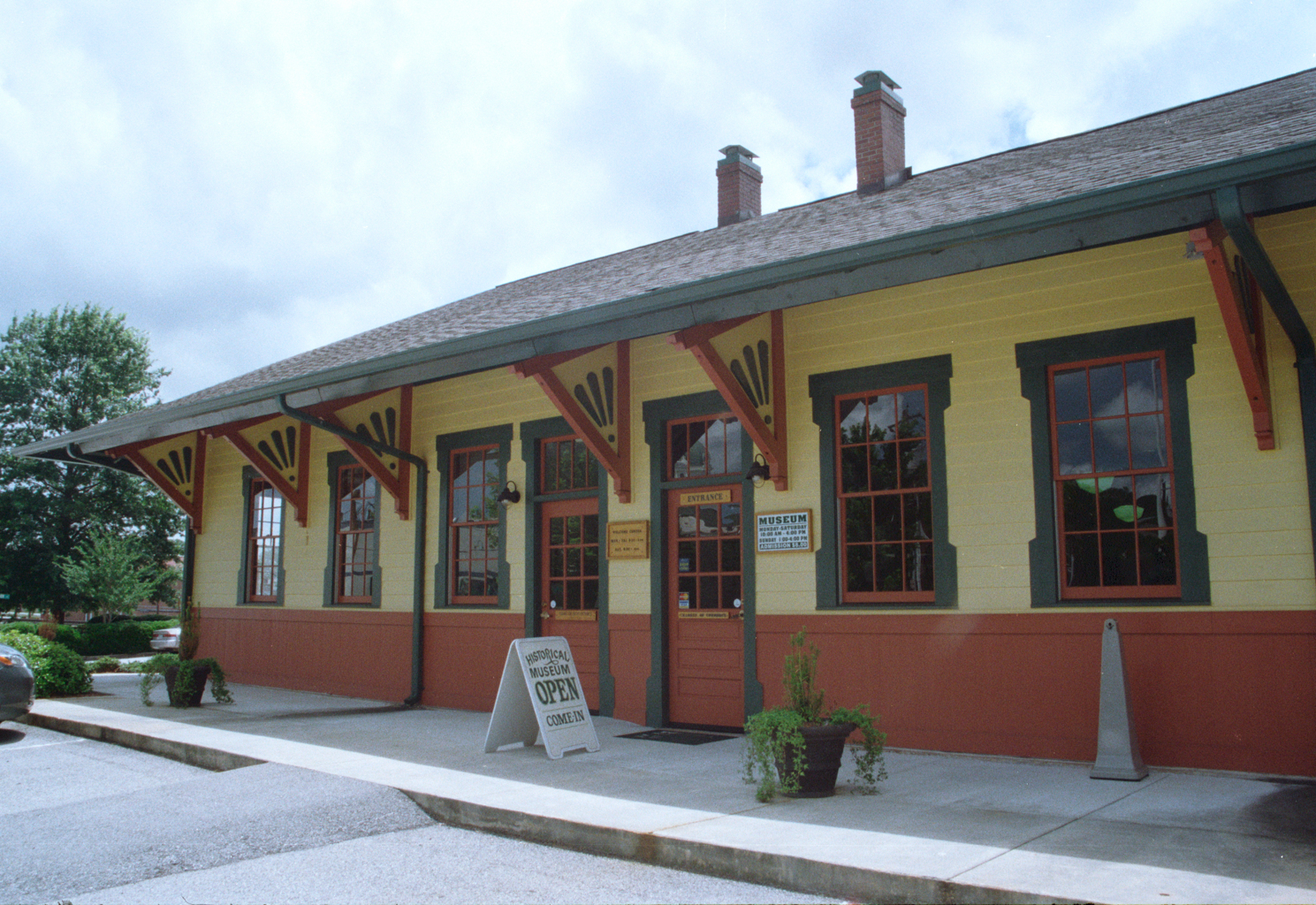
Das Currahee Military Museum im Mai 2012

### Museen
Im Stadtzentrum von Toccoa liegt das Currahee Military Museum, das im alten Bahnhof untergebracht ist, in dem die GIs in der Stadt ankamen. Es ist den Fallschirmjägern vom Camp Toccoa gewidmet, von denen 18.000 im Camp – vor und nach dem D-Day – ausgebildet wurden. Das bekannteste Exponat ist ein Stall aus Aldbourne, England, der den Soldaten des 506. Regiments als Unterschlupf diente.

### Musik
Seit 1977 hat Toccoa ein Sinfonieorchester, dass mindestens drei Konzerte im Jahr gibt. Gegründet wurde es von den Musiklehrern Pinkie Craft Ware and Archie Sharretts, der auch der erste Dirigent des Orchesters war.

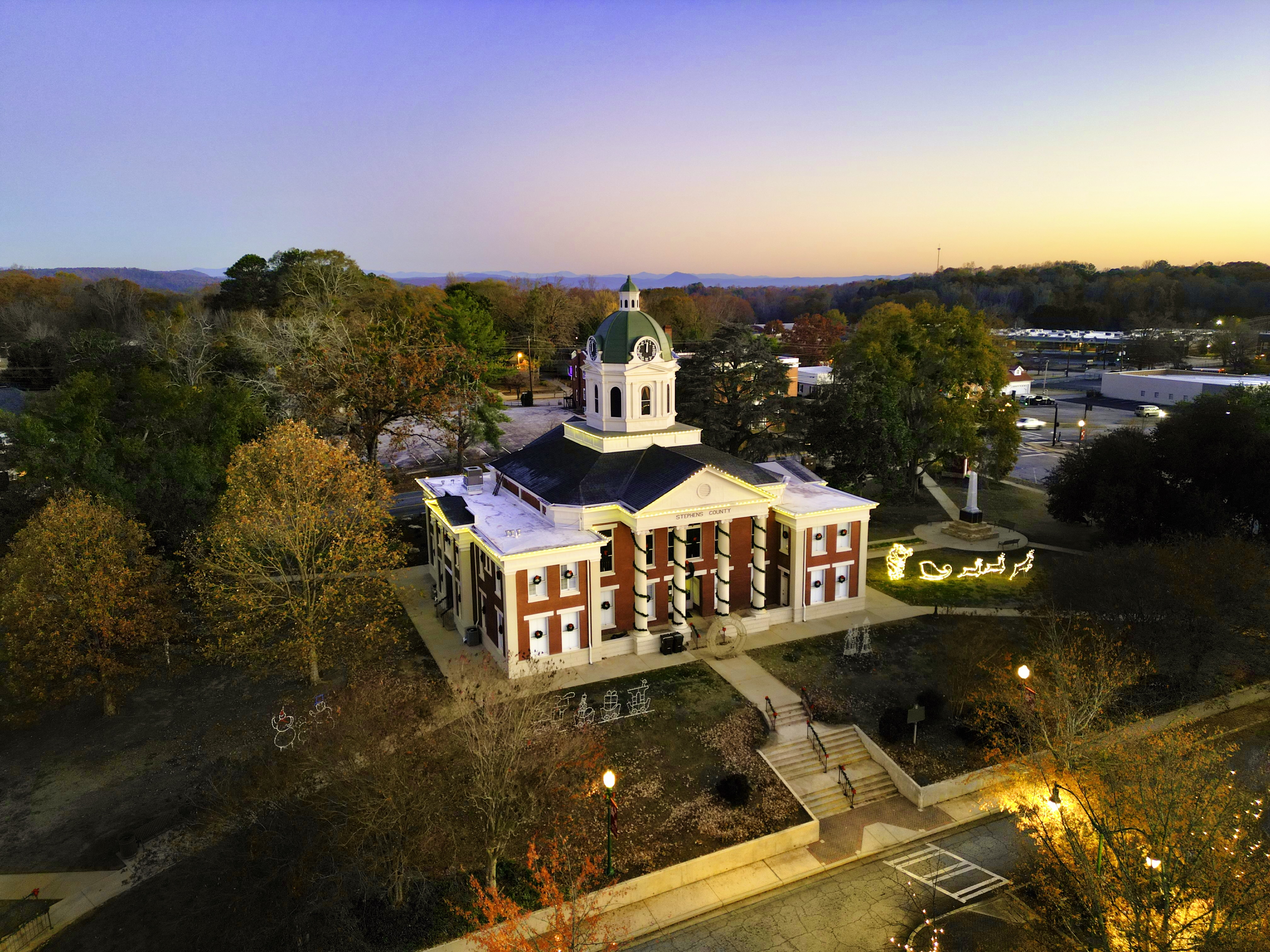
Das Stephens County Courthouse im November 2024

### Bauwerke
Das Stephens County Courthouse wurde 1908 erbaut. Seit 2000 gibt es auf der gegenüberliegenden Straßenseite ein neues Courthouse (Kreishaus, Landratsamt – der Verwaltungssitz). Das Courthouse wurde 1980 ins National Register of Historic Places aufgenommen.
Etwa zehn Kilometer östlich von Toccoa liegt das, um 1815 gebaute, historische Gasthaus Travelers Rest (auch als „Jarrett Manor“ bekannt), das 1964 ins National Register of Historic Places aufgenommen wurde.

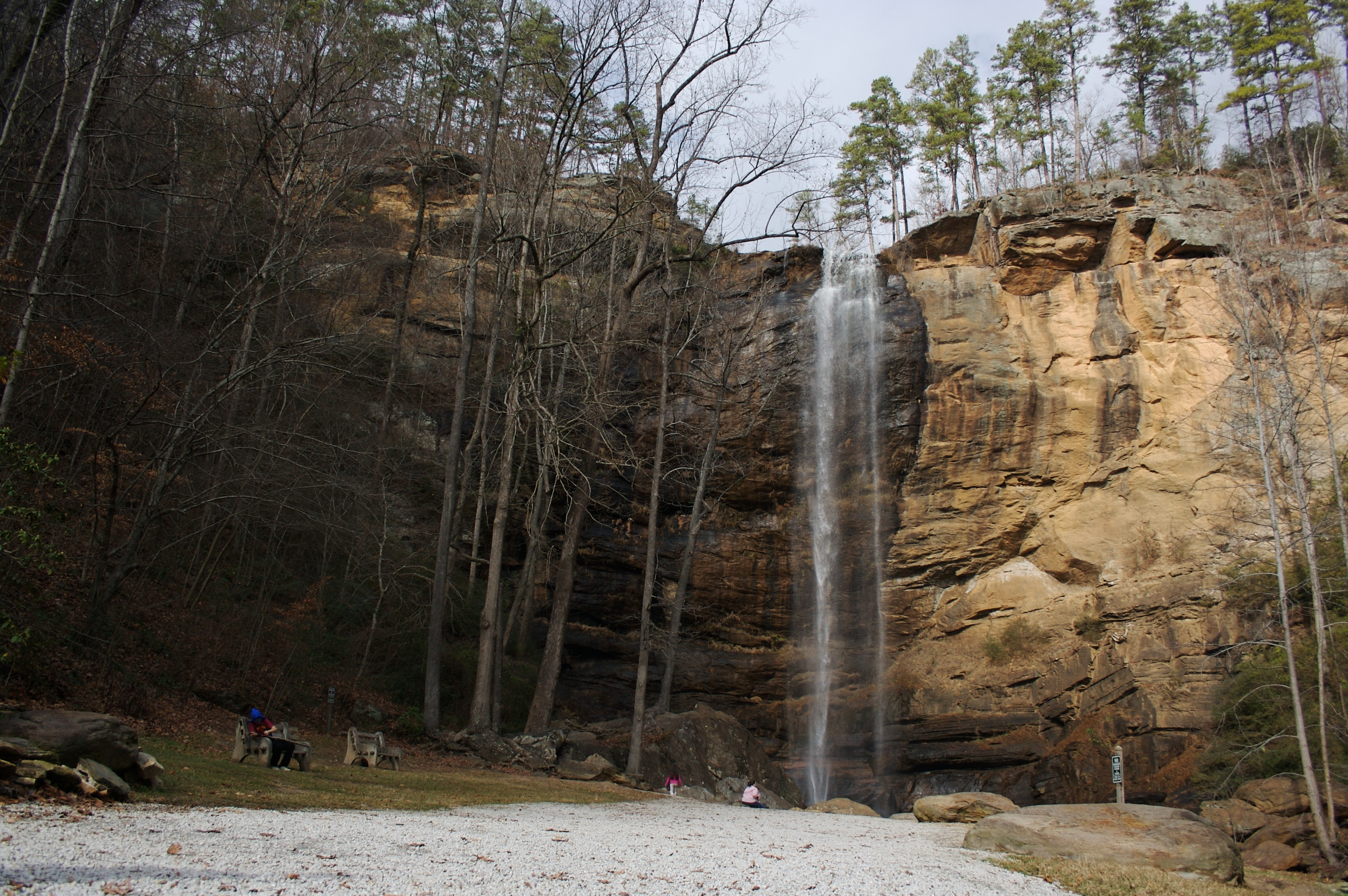
Die Toccoa Falls 2007

### Naturdenkmäler
Auf dem Campus des Toccoa Falls College befindet sich der zweithöchste Wasserfall Georgias, die Toccoa Falls. Sie sind 57 Meter hoch und die fünfthöchsten Wasserfälle östlich des Mississippi.

## Wirtschaft und Infrastruktur

### Verkehr
Toccoa liegt am U.S. Highway 123, der von Clarkesville in Georgia über 120 Kilometer (75 Meilen) nach Norden und Osten zum Interstate 385 bei Greenville in South Carolina verläuft. Der nächste Interstate ist der Interstate 85 bei Lavonia.
Ferner liegt Toccoa an der Bahnstrecke von New Orleans nach New York City, die von Amtrak mit dem Fernzug Crescent bedient wird.
Der ehemalig private Flughafen Toccoa Airport wird seit 1961 von der Toccoa-Stephens County Authority betrieben.

## Persönlichkeiten

### Söhne und Töchter der Stadt
- Ida Cox (1896–1967), Blues- und Jazzsängerin
- DeForest Kelley (1920–1999), Schauspieler (Dr. Leonard „Pille“ McCoy)
- Paul Anderson (1932–1994), Gewichtheber
- Pat Swilling (1964), American-Football-Spieler
- Dale Davis (1969), Basketballspieler

### Persönlichkeiten, die vor Ort gewirkt haben
James Brown lebte ein paar Jahre in Toccoa und begann hier seine internationale Karriere als Gospelsänger.

## Sonstiges
Zwei Jahre nach der Hundertjahrfeier Toccoas (1974) wurde die Stadt 1976 mit dem All-America City Award ausgezeichnet.